# یواس‌اس کوشینگ (دی‌دی-۹۸۵)
یواس‌اس کوشینگ (دی‌دی-۹۸۵) (به انگلیسی: USS Cushing (DD-985)) یک کشتی بود که طول آن 529 ft (161 m) waterline; 563 ft (172 m) overall بود. این کشتی در سال ۱۹۷۸ ساخته شد.